# Muladhara

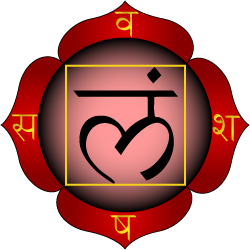
Luân-xa Muladhara có bốn cánh hoa với các chữ Phạn gồm va, scha, sha and sa. Chữ cuối ở trung tâm là lam. Tháp-ngõa (tattwa; 塔瓦) của Trái Đất được đại diện bởi một hình vuông vàng.

Muladhara (tiếng Phạn: मूलाधार, IAST: Mūlādhāra) hoặc luân xa gốc là một trong bảy luân-xa chính theo đát-đặc-la Ấn Độ giáo. Nó được tượng trưng bằng hoa sen với bốn cánh hoa và màu đỏ.